# Jacques Dupuis (architect)
Jacques Dupuis (Quaregnon, 24 december 1914 - Bergen, 17 januari 1984) was een Belgisch architect en meubelontwerper. Hij behoort door zijn opvallend oeuvre tot de belangrijkste figuren van de Belgische architectuur in de tweede helft van de 20e eeuw. Hij tekende een 'gestileerd lokaal-verankerd modernisme' wat leidde tot een derde generatie van modernisten, gevormd in La Cambre.

## Biografie
Dupuis, zoon van een chirurg uit de Borinage, studeerde aan La Cambre in Brussel. Hij werkte aanvankelijk als tijdschriftillustrator, een lucratieve bezigheid die hij bleef uitoefenen tot de architectuuropdrachten talrijker werden. Kort na zijn afstuderen in 1938 maakte hij voor zijn geboortestad twee ontwerpen: een kapel bij het ziekenhuis waar zijn vader werkte en de tribune van het stadion van Quaregnon die pas in 1952 gerealiseerd zou worden. 
In 1941 werd hij door zijn vriend Roger Bastin uitgenodigd om mee te werken aan de uitvoeringsplannen van de Sint-Alenakerk in Sint-Gillis. Dit betekende de start van een intense samenwerking die tot in 1951 duurde. Ze namen deel aan verscheidene architectuur- en stedenbouwwedstrijden in het kader van de wederopbouw. Zo haalden ze de opdracht binnen om de vestiging van de Port autonome de Liège te bouwen (1946-1949). Ze bouwden twee complexen van sociale woningen in Malmedy (1947-1949). 
Dupuis en Bastin reisden samen naar Denemarken en Zweden. Hun werken getuigden dan ook van Noorse invloeden. Vanaf 1945 bouwde Dupuis zijn eerste huizen voor bevriende kunstenaars. Vanaf de jaren 1950 verdwijnen de historische verwijzingen in zijn werk om plaats te maken voor een complex modernisme. 
Dupuis associeerde zich in die periode met Simone Guillissen-Hoa, een medestudente aan La Cambre. Hij vormde ook andere associaties. Zo werkte hij in functie van Expo 58 samen met Lou Bertot, die aan La Cambre binnenhuisinrichting gestudeerd had. In 1956 begon hij een associatie met Albert Bontridder die lange tijd zou stand houden maar uiteindelijk toch niet bestand was tegen de drankzucht van Dupuis. 
Op twintig jaar tijd tekende hij een zeventigtal projecten, waarvan een kleine vijftig uitgevoerd werden. Dupuis hield nauw toezicht op de uitvoering van zijn belangrijke projecten. Hij nam deel aan verscheidene internationale en lokale wedstrijden. Samen met Albert Bontridder sleepte hij de zetel van de Société générale de Banque in Bergen in de wacht. Hij realiseerde dit samen met Henri Guchez die hem het project van het het grondstation voor telecommunicatie via satelliet in Lessive (1969-1973) toevertrouwde. 
In de jaren zeventig stopte Dupuis zijn zelfstandige praktijk en werkte meer voor collega's. Nadat hij weer in Bergen was gaan wonen, zette hij een punt achter zijn professionele activiteit.

## Meubels
Dupuis ontwierp meubels die hij in de door hem ontworpen huizen plaatste. 

## Belangrijkste werken
- Vlaanderen
  - Vakantiewoning John Wittmann, Sint-Genesis-Rode (1953)
  - Paviljoenen Mestdagh, Sint-Genesis-Rode (1958)
  - Woning Marcel Wittmann, Meise (1961)
  - Woning van der Vaeren, Herent (1961)
  - Dokterswoning De Landtsheere, Gent (1963)
  - Woning Piscador (1964)
  - Woning van den Schrieck, Herent (1965)
  - Villa ‘Zeeëgel', Knokke (1965)
  - Woning Robert Wéry, Sint-Genesis-Rode (1965)
  - Woning Van Der Schueren, Kraainem (1974)
- Wallonië
  - Chapelle Notre-Dame de la Foi, Bertrix (1949)
  - Sociale woningen Esma, Auvelais en Malmedy (1953)
  - Woning met atelier van schilder Gustave Camus “Ker Michel”, regio Bergen (1961)
  - Woning Huart, regio Bergen (1966)
- Brussel
  - Woning De Parador (1948)
  - Woning Everaert (1954)